# Comuna Peciîvodî, Slavuta
Peciîvodî (în ucraineană Печиводи) este o comună în raionul Slavuta, regiunea Hmelnîțkîi, Ucraina, formată din satele Peciîvodî (reședința) și Șahova.

## Demografie
Componența lingvistică a comunei Peciîvodî
     Ucraineană (99,83%)
     Alte limbi (0,17%)
Conform recensământului din 2001, majoritatea populației comunei Peciîvodî era vorbitoare de ucraineană (99,83%), existând în minoritate și vorbitori de alte limbi.